# Razaksat
Razaksat, stiliserat som RazakSAT, är en malaysisk jordobservationssatellit med en högupplöst kamera. Den sköts upp i en omloppsbana runt jorden av en Falcon 1-raket den 14 juli 2009. 
Uppskjutningen var den sista av en Falcon 1-raket